# 巨蜣螂属
巨蜣螂属（学名：Heliocopris），是鞘翅目金龟子科金龟子亚科的一属。本属为一种大型甲虫，现存物种分布于非洲及南亚和东南亚等地区。